# 森原信號場
森原信號場（日语：／ Morigahara Shingō-jō */?）是位於山口縣岩國市御庄，西日本旅客鐵道（JR西日本）和錦川鐵道的號誌站。
此處實際上是JR西日本岩德線和錦川鐵道錦川清流線的分界點（在營業上的起點為川西站）。

## 歷史
- 1960年（昭和35年）11月1日：日本國有鐵道（国鉄）岩日線開業，此號誌站啟用[1]。
- 1987年（昭和62年）
  - 4月1日：因國鐵分割民營化，此號誌站成為西日本旅客鐵道的號誌站[1]。
  - 7月25日：岩日線從JR西日本改由錦川鐵道接管[1]。路線名稱改為錦川清流線。

## 構造
此號誌站距離川西站靠近柱野站一方約1.9公里處。在向柱野駅一方設有錦川清流線和岩德線分岔點。
此號誌站只是一座單純的「單線分岔型信號場」，不可讓進行列車交會和待避。
從岩日線（現時：錦川鐵道）進入岩德線之際，曾經該置安全側線，但是在昭和40年代被撤走。
在設置號誌站當初，岩日線列車的司機或車長在信號場內需要手動操作轉轍器（河山站方向的班次由司機負責操作，德山站方向的班次由車長負責）。後來才由柱野站遠隔操作。現時該處是由廣島綜合指令所遠隔操作。

## 周邊

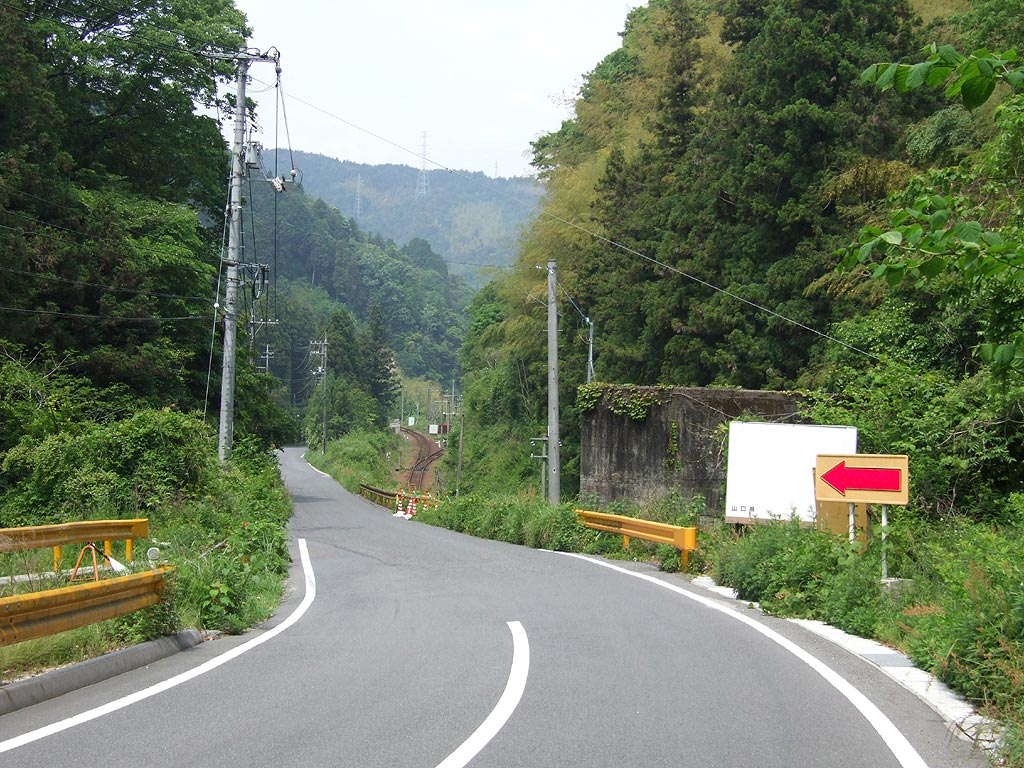
森原信號場附近（2008年5月）

- 山口縣道1號岩國大竹線（日语：山口県道1号岩国大竹線）（山陽道）
- 岩國巴士「思案橋」巴士站

## 其他
當號誌站發生事故使不能通行時，西岩國站至岩德線柱野站，以及錦川鐵道錦川清流線北河內站之間的鐵路服務會受到影響。

## 相鄰車站
西日本旅客鐵道（JR西日本）
■岩德線
川西－森原信號場－柱野
錦川鐵道
■錦川清流線
川西－森原信號場－清流新岩國

## 注腳
1. 1 2 3 4  石野哲 (编).  初版. JTB. 1998-10-01: 284. ISBN 978-4-533-02980-6 （日语）.

## 相關項目
- 日本號誌站列表（日语：日本の信号場一覧）